# Achmeta (gemeente)
Achmeta (Georgisch: ახმეტის მუნიციპალიტეტი, Achmetis moenitsipaliteti) is een gemeente in het noordoosten van Georgië met ruim 26.000 inwoners (2024), gelegen in de regio Kacheti. De gelijknamige stad is het bestuurlijk centrum van de gemeente, die een oppervlakte heeft van 2208 km². Achmeta ligt voor een groot deel in de Grote Kaukasus en is het brongebied van de grote Alazanirivier. De historische streek Toesjeti in het noorden van Achmeta ligt aan de Europese kant van de waterscheiding.

## Geschiedenis
Na het uiteenvallen van het Koninkrijk Georgië in de 15e eeuw behoorde het gebied van Achmeta tot het Koninkrijk Kachetië en voor korte tijd het fusiekoninkrijk Kartli-Kachetië. In 1801 annexeerde het Russische Rijk Kartli-Kachetië, waarmee het gebied onder Russisch gezag kwam te staan.

### In Russisch Rijk

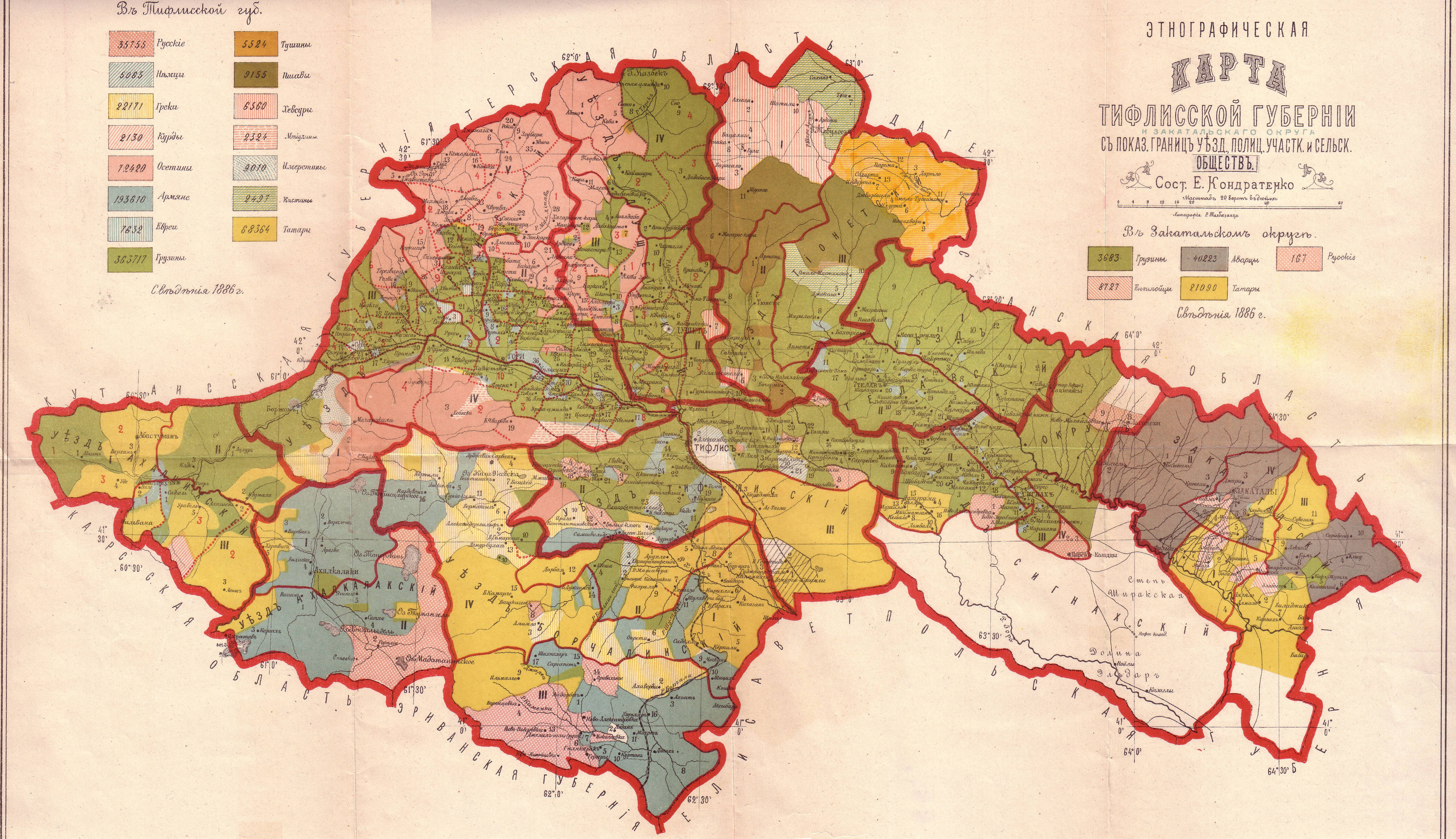
Gouvernement Tiflis: Oejezd Tioneti middenboven, met III het district Toesjeti-Kacheti

Achmeta was achtereenvolgens onderdeel van het Gouvernement Georgië, het Gouvernement Georgië-Imeretië, en vanaf 1846 tot 1917 het Gouvernement Tiflis. De contouren van de moderne bestuurlijke indeling van Georgië werden geschapen door de bestuurlijke onderveredeling. Het gebied van Achmeta kwam niettemin verspreid te liggen over verschillende deeleenheden. 
Het gedeelte in de Alazani vallei ten oosten van de stad Achmeta viel, binnen deze gouvernementen, onder het in 1801 opgerichte oejezd (provincie) Telavi. Het grootste deel van het moderne Achmeta, de berggebieden inclusief de Pankisivallei en Toesjeti, viel onder het oejezd Doesjeti en vanaf 1843 onder het afgesplitste okroeg Toesjino-Psjavo-Chevsoerski.
Dit okroeg omvatte de historische regio's Chevsoeretië, Psjavi en Toesjeti. In 1859 werd het okroeg hernoemd in Tioneti, wat in 1874 vervolgens werd hervormd in een oejezd met dezelfde naam. Het oejezd, ook wel 'mazra' geheten in het Georgisch, was onderverdeeld in drie districten, zogeheten oetsjastoks (Russisch: участокъ), te weten Psjavo-Chevsoeretië, Toesjeti-Kacheti en Ertso. Het gebied van de huidige gemeente Achmeta dat onder Tioneti viel kwam overeen met het oetsjastok Toesjeti-Kacheti.

### Vorming district
Er volgden bestuurlijke herindelingen in de periode 1917-1930, door de tussenkomst van de Democratische Republiek Georgië en de vorming van de Sovjet-Unie. Tijdens de bestuurlijke herindelingen van de Sovjet-Unie in 1929-1930 werd het gebied ingedeeld bij het rajon (district) Telavi en in 1946 werd Achmeta als zelfstandig district afgesplitst, met de hedendaagse omvang. In het onafhankelijke Georgië werd het district in 1995 onderdeel van de nieuw opgerichte regio (mchare) Kacheti en in 2006 werd het omgevormd naar een gemeente (municipaliteit).

### Pankisivallei

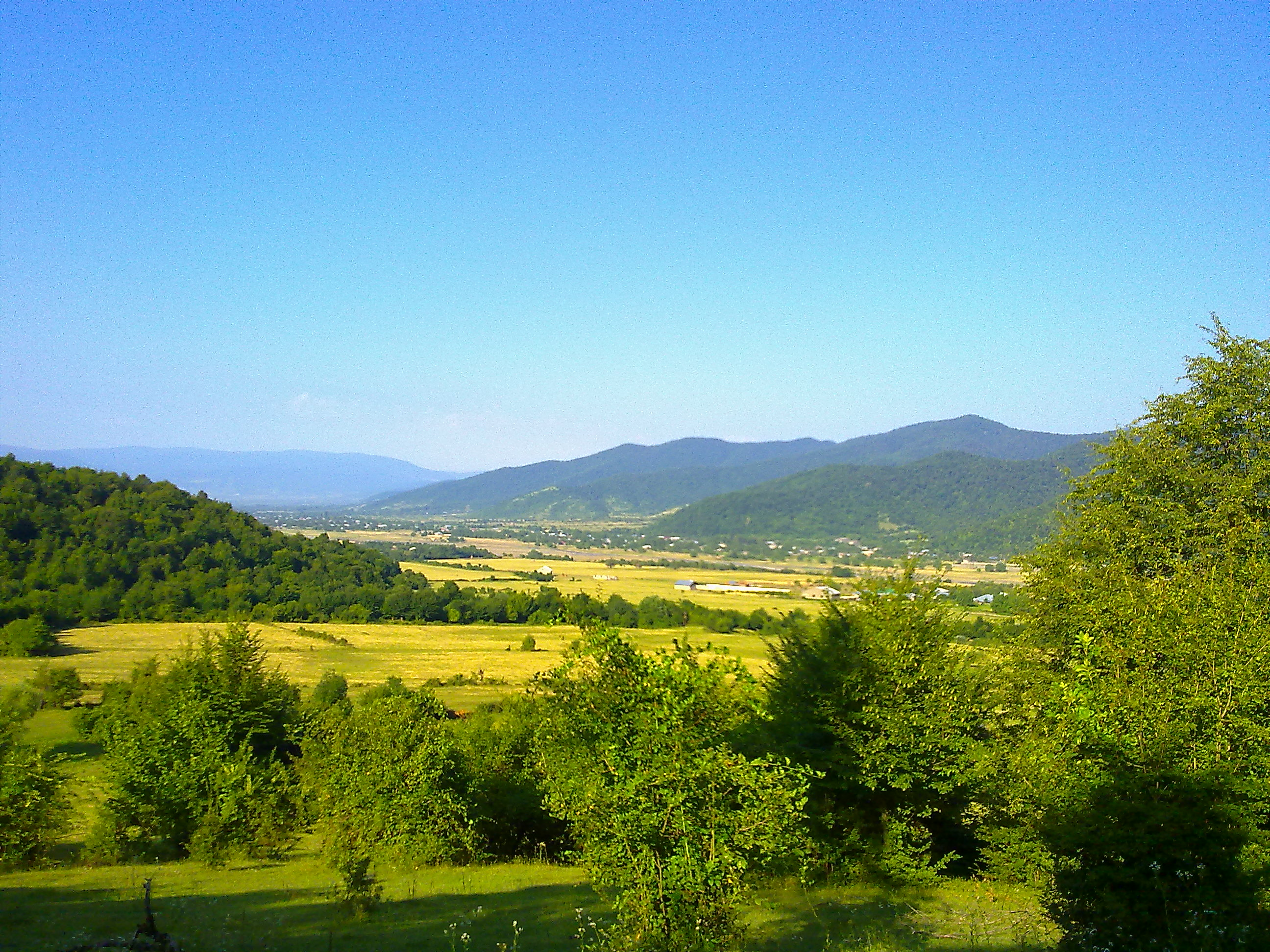
Pankisivallei

In de periode 1995-2005 stond de Pankisivallei in de gemeente negatief in de internationale aandacht. De oorzaak was wapen- en drugssmokkel en de instroom van Tsjetsjeense vluchtelingen, militanten en terroristen die hun toevlucht zochten in de vallei, waar de verwante Kisten wonen. De instroom zorgde voor islamistische radicalisering onder een deel van de autochtone bewoners en vanuit de vallei vertrokken later ook tientallen jonge mannen naar de Islamitische Staat in Irak en Syrië. 
Met Amerikaanse training wisten de Georgische autoriteiten de vallei in 2002 te ontdoen van Tsjetsjeense militanten en terroristen en weer onder centraal gezag te brengen. In samenhang met de problemen in de Pankisivallei voerde de OVSE tussen 1999-2004 een missie uit in het noorden van de gemeente in de Toesjeti-vallei, om de grens met Tsjetsjenië te bewaken (zie Omalo).

## Geografie
De gemeente strekt zich in noord-zuid richting uit over ongeveer 80 kilometer, een groot en zeer bergachtig gebied. Het wordt in grote mate geografisch bepaald door het stroomgebied van de Alazanirivier en de Grote Kaukasus. Achmeta grenst aan vier Georgische gemeenten en twee Russische deelrepublieken. In het noordwesten ligt de gemeente Doesjeti, in het westen Tianeti (beiden in Mtscheta-Mtianeti), in het zuiden Sagaredzjo en in het oosten Telavi. De gemeente grenst daarnaast in het noorden aan de Russische deelrepublieken Tsjetsjenië en Dagestan. 
De westelijke begrenzing wordt geografisch bepaald door het Kachetigebergte en het Gomborigebergte, dat een zuidoostelijke verlenging daarvan is en een belangrijke bergrug vormt in de regio Kacheti. Beiden zijn de scheiding van de Alazani en Iori stroomgebieden. In het noorden scheidt het Atsoentagebergte de historische regio's Toesjeti en Chevsoeretië.

### Toesjeti

Het dorp Diklo in Toesjeti

Het noorden van de gemeente ligt ten noorden van de bergkam en waterscheiding van de Grote Kaukasus en ligt daarmee in het geografische Europa. Hier ligt de historische Georgische regio Toesjeti waar de [[[Toesjeten]] wonen. Deze bergregio is vrijwel in zijn geheel een beschermd natuurgebied, het nationaal park Toesjeti. Het gebied kent oude nederzettingen zoals Omalo en Sjenako.

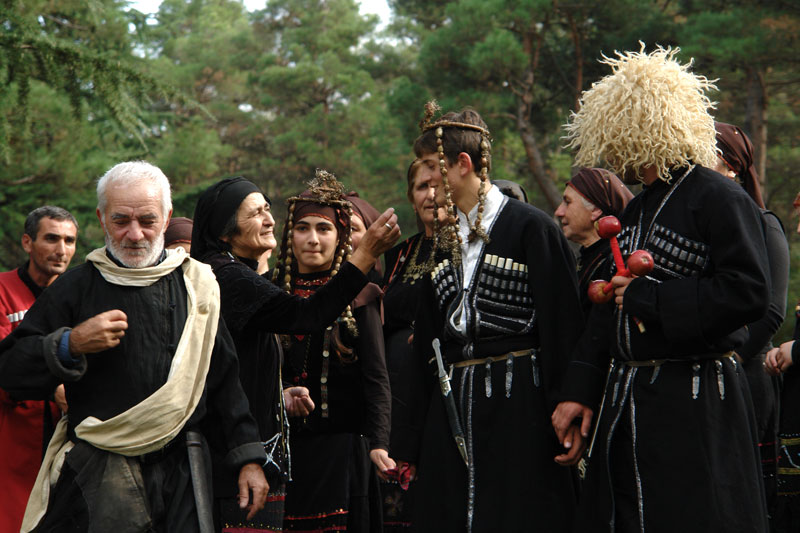
Traditionele kledij in Toesjeti

De Toesjeti-vallei ligt omsloten door hoge bergruggen, wat het in de geschiedenis al isoleerde en in de 21e eeuw nog steeds doet. Toesjeti is met de auto alleen te bereiken via de 2926 meter hoge Abanopas. Het gebied watert af door een smalle kloof naar het Russische Dagestan. De grens met Tsjetsjenië wordt gevormd door het hoge Pirikitagebergte. Dit gebergte wordt gekenmerkt door de hoogste bergen in de oostelijke helft van de Grote Kaukasus, met verschillende toppen boven de 4000 meter boven zeeniveau, hoger dan de bergkam van de Grote Kaukasus in Achmeta. De Teboelosmta is met 4492 meter boven zeeniveau de hoogste berg van de gemeente, op de grens met Rusland. Er liggen in de bergen rond Toesjeti een twintigtal (kleine) gletsjers met een totaal oppervlak van 2,42 km².

### Alazani

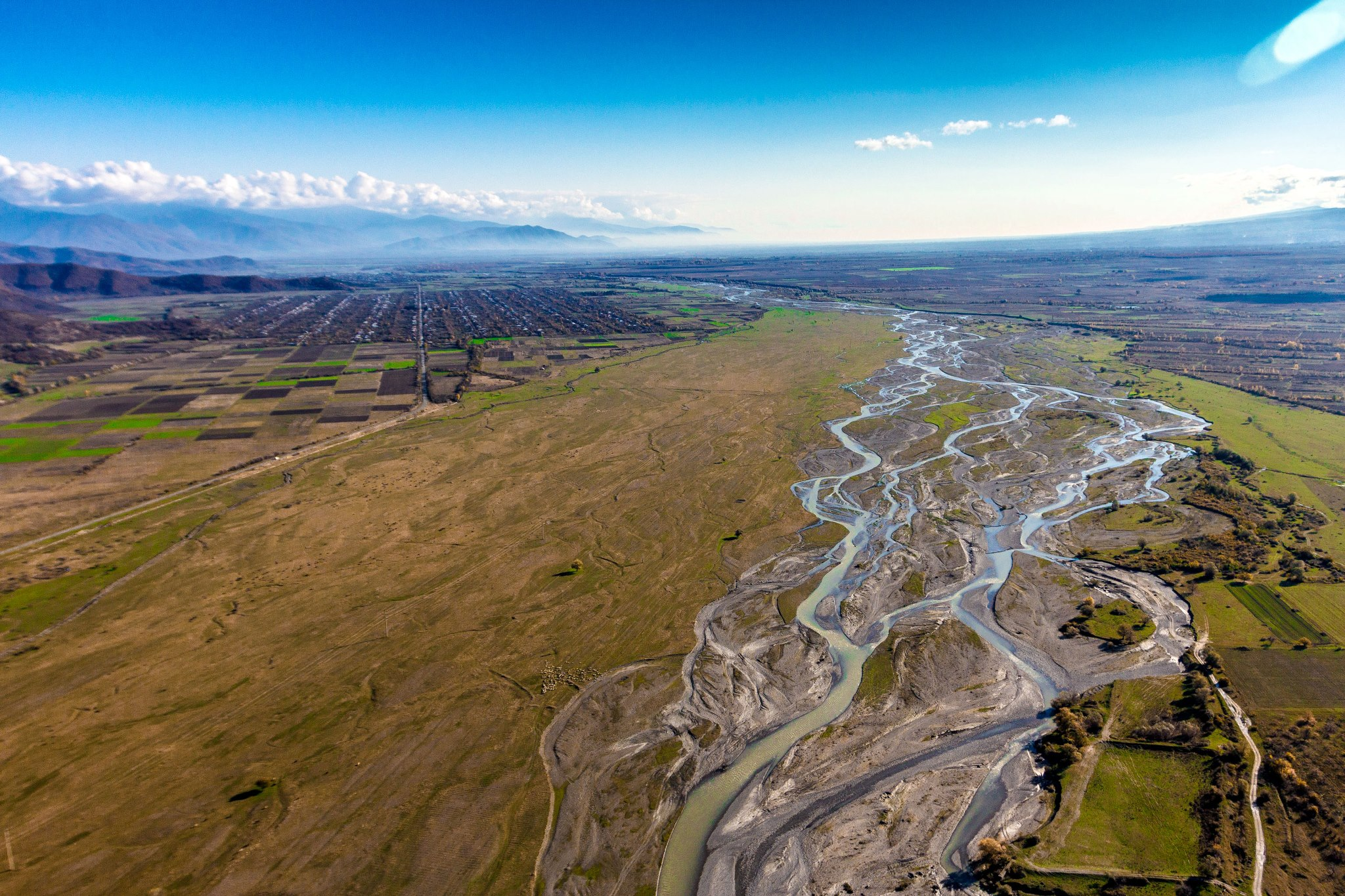
Alazanirivier bij Achmeta

In het zuiden van de gemeente gaat het ruige berglandschap over in de Alazanivallei, de centrale vruchtbare vallei van Kacheti en een van de kerngebieden van de wijnbouw in Georgië. Het is met 500 meter boven zeeniveau het laagste deel van de gemeente. De bovenloop van de Alazani stroomt door de Pankisivallei in het Kachetigebergte. Dit is het woongebied van de Kisten, een Georgische etnisch Tsjetsjeense subgroep. In het noordwesten van de vallei, bij het driegemeentenpunt met Doesjeti en Tianeti, werd in 2018 een 3276 meter hoge naamloze berg van het Kachetigebergte vernoemd naar Giorgi Antsoechelidze. Hij was een Georgische soldaat die door marteling omkwam in de Russisch-Georgische Oorlog van 2008 en kwam uit het dorp Alvani in de gemeente. De berg ligt op de waterscheiding van de rivieren Iori, Alazani en Psjavi Aragvi.

### Wijn
Net als in de meeste gemeenten van Kacheti is ook in Achmeta de wijnbouw belangrijk. De belangrijkste wijn exclusief uit de gemeente is de Achmeta (of Achmeta Groen). De microzone, een exclusieve zone voor een erkende wijnvariëteit, van deze wijn is de belangrijkste van de gemeente en is ongeveer 300 km² groot rond hoofdplaats Achmeta, aan weerszijden van de Alazani tot aan de gemeentegrens van Telavi en het uiterste zuiden van de Pankisivallei. Deze wijnvariëteit is sinds 1958 erkend als een witte of amberkleurige wijn, waarbij de witte wijn alleen gemaakt mag worden van de groene Kachoeri druif, een afgeleide van de Rkatsiteli druif.

## Demografie
Begin 2024 telde de gemeente Achmeta 26.495 inwoners, een verlies van 16% ten opzichte van de volkstelling van 2014.
| Gemeente Achmeta                                                        | -     | - | 7.141 | 40.960 | 43.587 | 42,254 | 41.641 | 31.461 | 28.933 | 26.495 |  |  |  |  |
|                                                                         |       |   |       |        |        |        |        |        |        |        |  |  |  |  |
| Achmeta                                                                 | 2.114 | - | 6.836 | 8.205  | 9.018  | 8.970  | 8.571  | 7.105  | 6.401  | 5.795  |  |  |  |  |
| Verantwoording data: Bevolkingsstatistiek Georgië 1897 tot heden. Noot: |       |   |       |        |        |        |        |        |        |        |  |  |  |  |

### Etniciteit en religie
De bevolking van Achmeta bestond in 2014 voor 79% uit Georgiërs. De tweede grootste groep zijn de bijna 5.500 Kisten (17,3%), een etnische subgroep van de Tsjetsjenen in Georgië die voornamelijk woonachtig is in de Pankisivallei. In de gemeente Achmeta woont 96% van de Georgische Kisten. Andere minderheden zijn Osseten (2,2%) en kleine groepen Azerbeidzjanen, Armeniërs en Russen.
De religieuze samenstelling volgt de etnische. Verreweg de meeste inwoners zijn Georgisch-Orthodox (79%) en een groot deel van de rest is moslim (18,9%). Verder wonen er jehova's (0,6%) en enkele tientallen protestanten.

## Administratieve onderverdeling

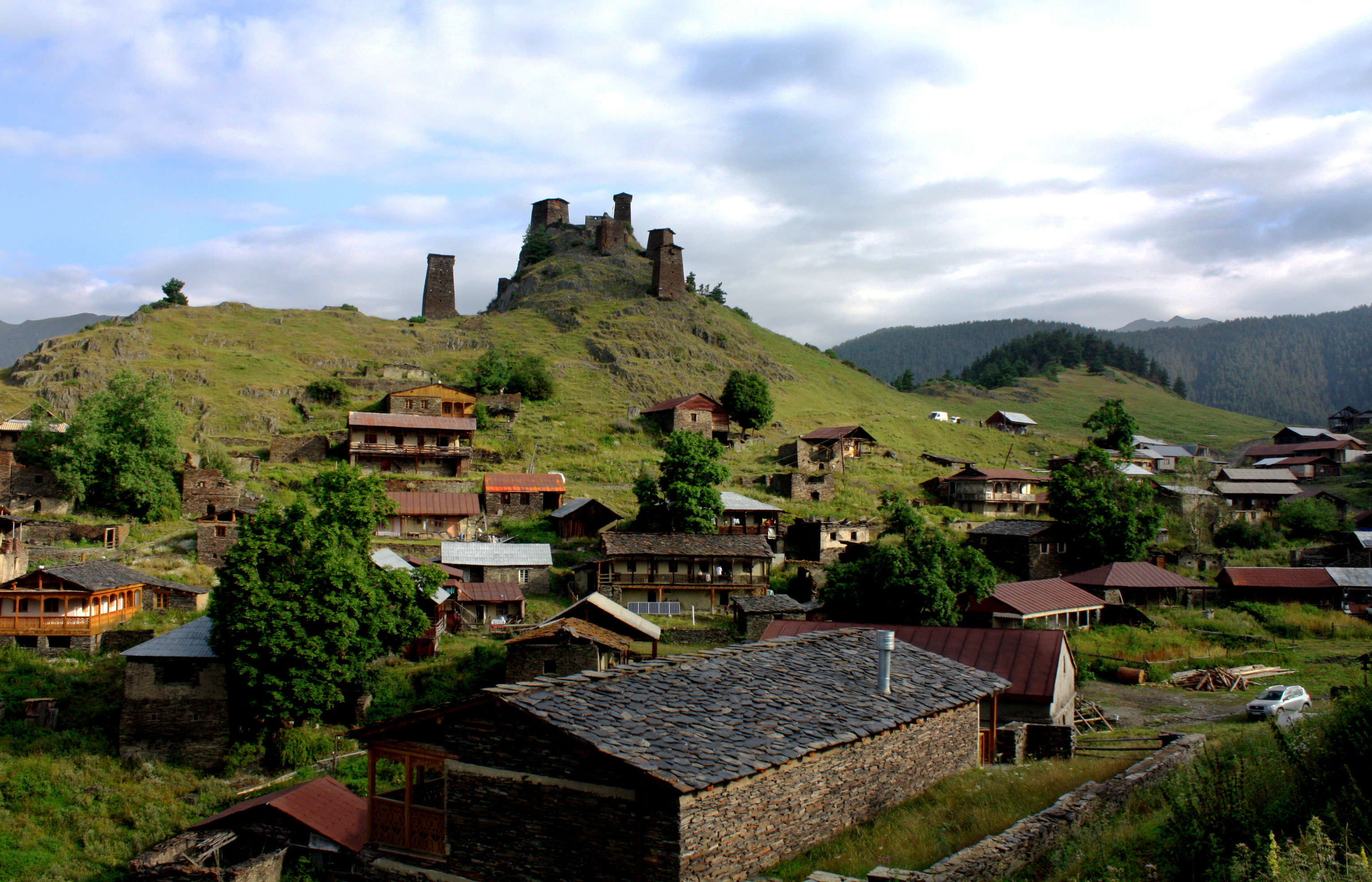
Omalo in Toesjeti

De gemeente Achmeta is administratief onderverdeeld in 15 gemeenschappen (თემი, temi) met in totaal 107 dorpen (სოფელი, sopeli) en één stad (ქალაქი, kalaki).
- stad: Achmeta;
- dorpen: in totaal 107, waaronder Matani, Omalo en Sjenako.

## Bestuur
De gemeenteraad van Achmeta (Georgisch: საკრებულო, sakreboelo) wordt elke vier jaar gekozen in een gemengd kiesstelsel. Een deel wordt via enkelvoudige kiesdistricten gekozen en een deel via evenredige vertegenwoordiging van gesloten partijlijsten, waarvoor een kiesdrempel geldt van drie procent.
| Partij | Partij                              | 2014 | 2017 | 2021 |
| ------ | ----------------------------------- | ---- | ---- | ---- |
|        | Georgische Droom (GD)               | 17   | 21   | 18   |
|        | Verenigde Nationale Beweging (UNM)  | 4    | 4    | 11   |
|        | Boerdzjanadze - Verenigde Oppositie | 5    |      |      |
|        | Overige partijen                    | 4    | 6    | 1    |
| Totaal | Totaal                              | 30   | 31   | 30   |

## Bezienswaardigheden

Alaverdiklooster

In de gemeente is veel te zien en te doen.
- Toesjeti-vallei in het noorden van de gemeente, met het centrum Omalo waar het Keselofort staat. In de valleien liggen verschillende historische dorpjes zoals Sjenako en Dartlo.
- Chadori waterval in Pankisivallei, voorbij het laatste dorp in de vallei.[26]
- Alaverdi-klooster (6e eeuw), gesticht door Josef Alaverdeli, een van de 13 Assyrische Vaders. Het complex in de Alazani-vallei is ommuurd en heeft ook een grote 11e-eeuwse kathedraal met een koepel die met 50 meter hoog staat.[27]
- Erelaant Sakdari (5e-6e eeuw). Kruiskoepelkerk met achthoekige koepel.[28] Gelegen tussen Achmeta en Matani, aan de noordzijde van de rivier Ilto.
- Kvetera kasteel en kerk (10e eeuw). Gelegen 11 kilometer west van Achmeta, op een heuvel aan de weg naar Tianeti. Kvetera was een gefortificeerde nederzetting, waar nu alleen de burcht en de kerk van over is. Kvetera staat op de voorlopige lijst van het UNESCO werelderfgoed.[29]
- Lomisi St Joriskerk, een kilometer ten zuiden van Achmeta. Drie aan elkaar gebouwde kerken uit verschillende periodes. Het hogere middengebouw, met een afmeting van 7,5x5 meter, stamt uit de 10e-11e eeuw terwijl de twee zijflanken in de 14e-15e eeuw gebouwd zijn.[30]
- Godskerk van Achmeta (6e eeuw). Verwaarloosde en deels ingestorte kerk in het buitengebied aan de oostkant van Achmeta.[31] Nationaal cultureel erfgoed.

## Vervoer

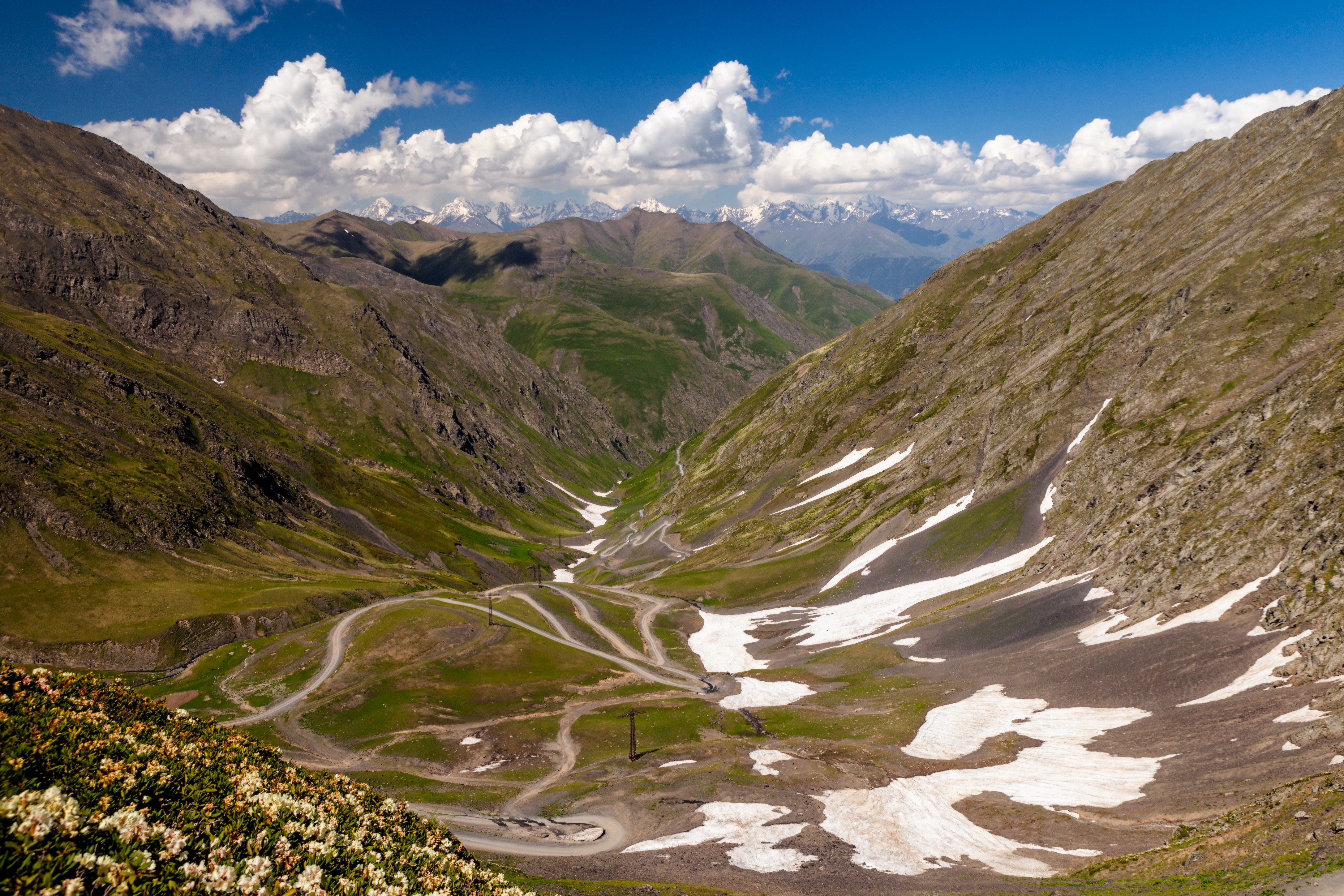
Abanopas naar Toesjeti

Achmeta is met de rest van Kacheti en het land verbonden via twee belangrijke wegen die langs de noord- en zuidkant van de Alazani-vallei lopen: de nationale route Sh43 (Tianeti - Kvareli - Lagodechi) en de Sh42 (Achmeta - Telavi - Goerdzjaani - Bakoertsiche S5). Deze twee wegen gaan via het gemeentelijk centrum Achmeta en zijn belangrijk voor de wijnregio rond de Alazani.
Wegen naar de noordelijke uithoeken van de gemeente zijn de Sh183 via Matani naar de dorpen in de Pankisivallei en de beruchte weg naar Omalo in Toesjeti via de 2926 meter hoge Abanopas, de Sh44. Beide wegen zijn de enige die deze gebieden ontsluiten. Rechtstreekse verbindingen tussen Pankisi en Toesjeti, en tussen Pankisi en Sjatili in Chevsoeretië werden voorgesteld, maar stuitten op protest uit de maatschappij.